# Gracie Glam
Gracie Glam (Raleigh, Carolina del Norte; 30 de septiembre de 1990) es una actriz pornográfica estadounidense.

## Biografía
Nació en Raleigh, Carolina del Norte. Asistió a 14 colegios mientras vivió en Atlanta y Florida. Al tiempo que concurría a la universidad en Florida y trabajaba de promotora, realizó su primer desnudo para la revista Score. Hizo varios videos en solitario antes de realizar uno con otra chica para el programa Reality Kings. Glam se mudó a Los Ángeles y se inscribió en el Fashion Institute of Design & Merchandising. Su exceso de trabajo la llevó a dejar la escuela.
En enero de 2013, Glam fue junto a Miles Long, Kendall Karson y Nikki Phoenix, la anfitriona de la fiesta dada en el Lounge TABU del MGM Grand Las Vegas durante el fin de semana en que se llevaron a cabo los premios AVN del 2013.
Después de tres años de ser representada por LA Direct Models, Glam dejó la agencia en agosto de 2013 y comenzó a manejar sus propias reservas.

## Premios
- Premio CAVR 2010 – Belleza del año[6]
- Premio AVN 2011 - Mejor nueva estrella[7][8]
- Premio AVN 2011 – Mejor escena de sexo grupal – Buttwoman vs. Slutwoman (con Alexis Texas, Kristina Rose & Michael Stefano)[8]

## Filmografía parcial
- 13 Cum Hungry Cocksuckers 10
- 18 with Proof 4 (2009)
- 18YearsOld.com 6 (2009)
- Barely Legal 98 (2009)
- Big Dick Gloryholes 3 (2009)
- Bigger Feels Better (2009)
- Bullied Bi Cuckolds 6 (2009)
- Couples Seeking Teens 2 (2009)
- Cum Fiesta 12 (2009)
- Curvy Girls 4 (2009)
- Daddy's Lil' Whore 3 (2009)
- Deliciously Round 2 (2009)
- Dirty Little Schoolgirl Stories 1 (2009)
- Ex-Boyfriends Revenge 4 (2009)
- Forced Bi Cuckolds 6 (2009)
- Fuckin' Around in Fort Lauderdale 2 (2009)
- Hellcats 15 (2009)
- Hometown Girls 1 (2009)
- Hustler's Untrue Hollywood Stories: Jessica Simpson (2009)